# Theo Lalleman
Theo Lalleman (Pijnacker, 25 juli 1946 – Rotterdam, 26 december 2013) was een schrijver, publicist, videokunstenaar en cultureel ondernemer.

## Levensloop

### Jeugd, opleiding en wanderjahre
Theo Lalleman werd in 1946 geboren op de Kerkweg in Pijnacker als oudste van elf kinderen. Zijn vader was bouwvakker, en het werd al vroeg duidelijk dat Theo met zijn twee linker handen niet in zijn voetsporen zou treden.

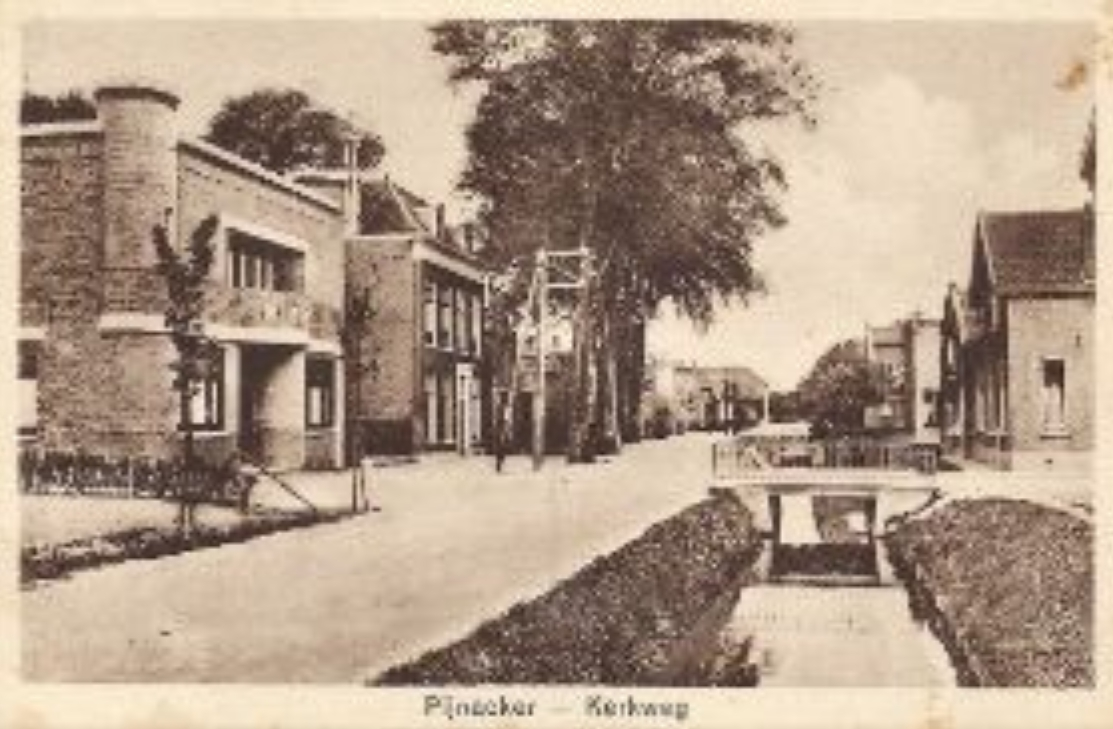
Kerkweg, Pijnacker

Op de lagere school blonk hij wel uit, maar stond al bekend als verstrooide professor. In 1957 begon hij aan het  Christelijk Lyceum Delft, waar hij in 1963 eindexamen deed. In zijn schooltijd spijbelde hij regelmatig om met tomaten-plukken wat zakgeld te verdienen. Het bouwvakkersgezin had het immers niet breed.
Met zijn diploma op zak trok Lalleman in 1963 naar Scandinavië en West- en Zuid-Europa tot in Noord-Afrika. Via IJsland kwam hij in Canada en Noord-Amerika terecht. Korte tijd had hij zich gestort op de studie van Scandinavische talen, en in de Verenigde Staten was hij enige tijd redacteur bij een wetenschappelijk tijdschrift.
Tussendoor verdiende hij met seizoensarbeid de kost. Zo was hij bordenwasser, bouwvakker, druivenplukker, dynamiter (springstofman), havenarbeider, messboy, schaapherder, verhuizer, visser, en zo meer. Plannen om zijn reisverhalen in korte verhalen te verwerken zijn er nooit van gekomen.

### Jaren zeventig, echtelijke staat
In 1973 had Lalleman in Tsjecho-Slowakije zijn eerste vrouw ontmoet met wie hij hetzelfde jaar nog trouwde In Rotterdam. Hij begon een studie Tsjechisch, en een studie Oost-West verhoudingen. Hij deed uitzendwerk, werd leraar Engels, leerde voor de MO-akte Engels, en deed wat vertaalwerk.
Voor de klas kon Lalleman echter geen orde houden, en hij stopte ermee. Samen met zijn vrouw ging hij in de straathandel en trok hij met een auto vol posters Europa door. Kortere tijd had hij ook een impresariaat All that Jazz en een platenlabel Audio Daddio Record.      

### Jaren tachtig
Na zijn scheiding in 1981 ging hij weer regelmatig op het zwerverspad. In die tijd kwam ook zijn artistieke productie op gang. Zo schreef hij een eerste poëziebundel Tijdloze Momenten, ontwierp hij kruiswoordraadsels voor het blad Puzzelsport en had enige exposities met krijttekeningen.    
Op zijn zwerftochten door Europa had Lalleman veel vertoefd in vrij toegankelijke bibliotheken en musea. Hij was geïnspireerd geraakt door het werk van Edvard Munch, Van Gogh, Jeroen Bosch, Chagal, Dali, Magrite, en Kandinski. Via straattekeningen en zelf gemaakte ansichkaarten was hij gekomen tot oliekrijttekeningen. Daarmee had hij in 1986 in Wijk bij Duurstede bij Corry Oudijk een eerste expositie.
In 1986 was hij ook medeoprichter van een nieuw tijdschrift voor filosofie, kunst en cultuur, de Nieuwe Weelde. Aanvankelijk verzorgde hij de taalkunst, maar later werd hij hoofdredacteur. Daarin schreef hij onder het pseudoniem Leon E. Thalma, een anagram van zijn persoonsnaam. Een opmerkelijke bijdrage was een begin van een vertaling van Finnegans Wake van de Ierse schrijver James Joyce, die hij in dichtvorm presenteerde.

### Jaren negentig

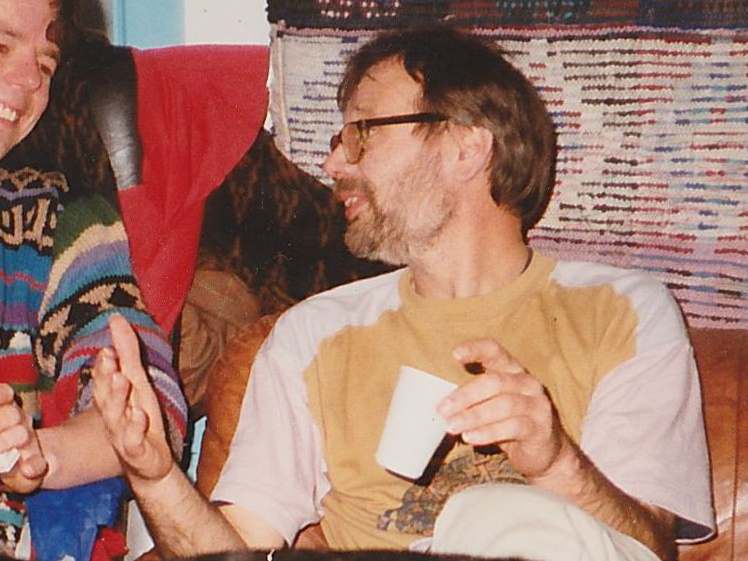
Lalleman in 1993

In de jaren negentig manifesteerde Lalleman zich op een breed gebied van de Rotterdamse cultuur en ver daaraan voorbij. Zo verzorgde hij een uitwisseling met Russische kunstenaars. In dit kader was hij medeoprichter van de Galerie Gribus Art Movement in Rotterdam, die zich richtte op kunst uit de Sovjet Unie,
De galerie werd gerund door Theo Knoope, en had ook een sociale bedoeling. Het was gevestigd in de Van Citterstraat in het Nieuwe Westen, die door stadsvernieuwing aangepakt zou worden. De galerie streed voor behoud van het karakteristieke pand, bood onderdak aan kunstenaars, en wilde integratie bevorderen. 
Zo verbleven en exposeerde begin 1992 een groep Russen in de galerie met werk dat ze ter plekke gemaakt hadden. Later dat jaar was dat werk nog tentoongesteld in de Paradijskerk en het World Trade Center in Rotterdam. Later dat jaar was in de galerie zelf de groepstentoonstelling "Expositie 21", waar onder anderen Don Satijn aan meedeed.
In die tijd kreeg Theo Lalleman zijn bijnaam Plannenman. Henk Maaskant (1991) publiceerde deze in de volgende anekdote:
... In 1990 hoorde ik van verscheidene ken[n]issen: "Zeg die planneman is weer in de stad". "Wie", vroeg ik onnozel. "Nou, die planneman. [J]e kent hem wel, die jongen die altij[d] met de NIEUWE WEELDE op sjouw was". "Oh, Lalleman bedoel je", zei ik, "Waar is die nu weer mee bezig?" "Iets met Russen geloof ik. Ik zie hem 's nachts nog wel eens bij [V]an Kampen en [D]e Wit met een stel buitenlanders." Enkele weken later las ik in HET ZUIDEN dat er een Russisch concert in café Dazzle zou plaatsvinden...
Sinds die tijd was Theo Lalleman ook met enige regelmatig op regionale stadstelevisie te zien met eigen documentaires over sociale gebeurtenissen en nieuwe initiatieven in de stad.

### Nieuwe millennium

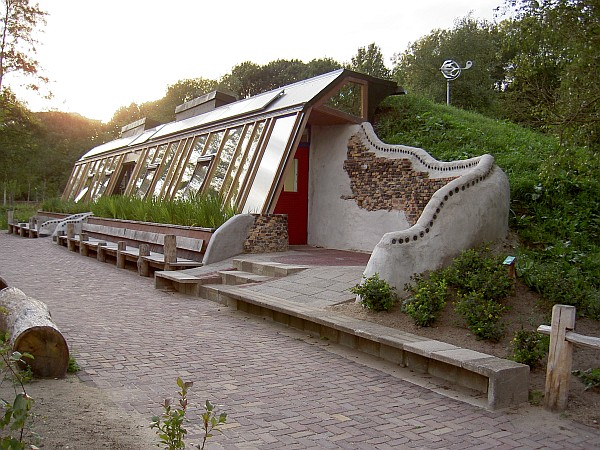
Earthship Zwolle

In 2000 richtte Lalleman met anderen de Stichting OWAZE op, die energieneutrale bouwprojecten wilde gaan ontwikkelen. Een van deze projecten betrof het initiatief tot, en in 2009 de realisatie van, een aardewoning ("Earthship") in Zwolle (zie afbeelding), ontworpen door de Amerikaanse architect Michael Reynolds.
In 2006 kwam Lalleman nog met een ander ludiek initiatief, het ministaatje EuroStaete. Dagblad Trouw (2013) vatte die als volgt samen:
... Lalleman was samen met Hubertus Kind oprichter van het ministaatje EuroStaete. In 2006 richtten zij het staatje op, vlak over de grens bij Coevorden. Het stukje land van 0,3 hectare behoorde sinds 1824 door een misverstand tussen Duitsland en Nederland geen van beide landen toe. Lalleman en Kind werden de 'rechtmatige bewakers' van kavel K-668 en doopten het vervolgens EuroStaete. In 2010 werden de twee door Coevorden gesommeerd het grondgebied te verlaten. Het stukje grond behoort nog altijd niet aan Nederland of Duitsland toe.
In zijn laatste jaren bleef Lalleman actief met documentaires op StadsTV. Hij overleed vrij plotseling op 67-jarige leeftijd in Rotterdam.